# Saïd Business School
Die Saïd Business School (kurz SBS) ist die 1996 gegründete Business School der Universität Oxford. Sie ist benannt nach dem syrisch-saudischen Geschäftsmann Wafic Saïd.

## Rankings
Im Ranking 2013 des Forbes Magazine wird das Programm als sechstbestes europäisches Programm geführt, während der 2014 QS Global 200 Business Schools Report das Saïd MBA als viertbeste europäisches Programm bewertet.

## Studienprogramme
Folgende Studienabschlüsse werden angeboten:
- BA in Economics and Management
- MSc in Law and Finance
- MSc in Major Programme Management
- MSc Financial Economics
- PGDip Postgraduate Diplomas in Strategic Management
- PGDip Postgraduate Diplomas in Organisational Leadership
- PGDip Postgraduate Diplomas in Global Business
- PGDip Postgraduate Diplomas in Financial Strategy
- MBA
- 1+1 MBA programme
- Executive MBA
- DPhil Programme in Management Studies